# Das Narrenschiff
Das Narrenschiff (El vaixell dels bojos) és una obra satírica escrita per Sebastian Brant en 1494 formada per 112 escenes burlesques en vers, amb un viatge en vaixell que serveix de marc. Aquesta nau comandada per bojos ridiculitza els costums de la seva època, inclòs el paper de l'església. El llibre va ser un dels més cèlebres en llengua alemanya durant segles, reimprès i traduït a diversos idiomes.
El tema de la bogeria estava en auge a finals del segle xv i tot el segle xvi com a contrapunt de la raó que pregonava l'humanisme i com a símbol del desgovern que els escriptors més crítics veien als seus països. Per això va proliferar l'anomenada literatura de ximplets, on personatges hereus del bufó medieval feien riure el lector per fer-lo pensar. Les històries s'emmarquen en un viatge inspirat en la travessia de Jàson i el motiu del vaixell prové de Plató i era força popular entre els cercles erudits. L'edició original constava de gravats que van inspirar la pintura homònima de Hieronymus Bosch.